# كونيسفيل (نيويورك)
كونيسفيل (بالإنجليزية: Conesville, New York)‏ هي بلدة أمريكية تقع في الولايات المتحدة في مقاطعة شوهاري، نيويورك. يقدر عدد سكانها بـ 726 نسمة ومساحتها 103.2 كم2 وترتفع عن سطح البحر 444 متر.